# Tunnel Spitzenberg
Der Tunnel Spitzenberg ist ein 599 m langer Straßentunnel der Bundesautobahn 44, der südsüdwestlich von Eschwege bei Reichensachsen, einem Ortsteil der Gemeinde Wehretal im Werra-Meißner-Kreis, die westlichen Ausläufer des südlich von Reichensachsen gelegenen Spitzenbergs (422,8 m) unterquert. Er ist zusammen mit dem Teilstück zwischen Waldkappel und Sontra-West am 9. Dezember 2024 für den Verkehr freigegeben worden.

## Geographische Lage
Der Tunnel befindet sich südlich von Reichensachsen und östlich von Oetmannshausen im Naturraum „Finkenberg-Dachsberg-Zug“ des Fulda-Werra-Berglands. Die Bundesstraße 27, die Bundesstraße 452, die kurz danach in die B 27 einmündet, und die Bahnstrecke Göttingen–Bebra verlaufen unweit westlich seines Nordportals von Eschwege im Norden nach Sontra im Süden und werden hier, ebenso wie die Wehre, von der bereits fertiggestellten Wehretalbrücke Reichensachsen überquert, die die BAB 44 von dem in Südwest-Nordost-Richtung verlaufenden Tunnel Trimberg im Westen in langgezogenem Bogen zum in Nord-Süd-Richtung verlaufenden Tunnel Spitzenberg im Osten tragen wird.

## Bau und technische Daten
Der Tunnel ist Teil des Verkehrsprojekts Deutsche Einheit Nr. 15 (Autobahnverbindung Kassel – Eisenach) und Teil der Verlängerung der A 44 von Kassel nach Herleshausen (geplantes AD „Herleshausen-Wommen“) an der BAB 4. Auftraggeber ist die Deutsche Einheit Fernstraßenplanungs- und -bau GmbH (DEGES), die Bauausführung liegt bei einer Arbeitsgemeinschaft bestehend aus der österreichischen BeMo Tunneling GmbH, der Stutz GmbH und der tschechischen Subterra A.S. Baubeginn war im Jahre 2017; im Januar 2020 erfolgte der Durchstich.
Der Tunnel hat zwei parallel verlaufende zweispurige Röhren. Sie sind durch zwei begehbare Querstollen mit Nothaltebuchten miteinander verbunden, die bei Gefahrsituationen als Fluchtwege in die jeweils andere Röhre dienen, die dann für den Verkehr gesperrt werden kann. Jede Röhre wurde 560 m in bergmännischer Bauweise vorgetrieben, davon 480 m im Sprengvortrieb und 80 m im Baggervortrieb. Der Vortrieb durchörterte in Spritzbetonbauweise gemäß NÖT sehr instabile Schichtenfolgen von Buntsandstein, tonigen Schluffsteinen und Tonsteinen in Wechsellagerung. Dabei kam es zu wiederholten Einbrüchen, die Verzögerungen beim Bau verursachten. Jeweils 39 m wurden in Offener Bauweise mit WU-Beton erstellt. Der Ausbau erfolgte mit einer Innenschale aus Ortbeton mit Schalenstärken von 40 bis 75 cm und mit Kunststoffdichtungsbahnen (KDB).
Beim Nordportal wurde der dort bis zu 50 m hohe Hang des Lerchenbergs (324,5 m), nördlicher Ausläufer des Spitzenbergs, mit einem dreidimensionalen Netzsystem stabilisiert und gesichert.